# Suctobelbella magnifera
Suctobelbella magnifera är en kvalsterart som först beskrevs av Sandór Mahunka 1978.  Suctobelbella magnifera ingår i släktet Suctobelbella och familjen Suctobelbidae. Inga underarter finns listade i Catalogue of Life.